# Yoshio Ishii
Yoshio Ishii (石井 克雄, Ishii Yoshio) est un créateur de jeux vidéo japonais. Il distribue ses œuvres gratuitement sous le nom Nekogames. Elles sont principalement jouables sur navigateur

## Cursor*10
Cursor*10 est un jeu dans lequel le joueur contrôle un curseur à l'aide de sa souris. Il doit atteindre le sommet d'une tour en cliquant sur les escaliers présents à chaque étage. Ceux-ci sont représentés en 2D isométrique, en noir et blanc aspect « fil de fer ». 
Certains escaliers n'apparaissent que si le joueur garde un interrupteur appuyé en maintenant son clic. Dans ses conditions, impossible de cliquer en même temps sur l'escalier.
C'est pourquoi le curseur a une durée de vie limitée : à la fin du chronomètre, la partie se relance et le joueur bénéficie en temps réel des actions qu'il a déjà accompli. Il voit l'écran les curseurs qu'il a précédemment contrôlé réaliser les actions qu'il a faites. Ainsi, en étant patient et en maintenant le clic sur l'interrupteur, il peut cliquer l'escalier une fois la partie relancée et continuer à progresser dans les étages.
Le challenge s'enrichit au fil des étages de nouvelles mécaniques (plusieurs interrupteurs à actionner en même temps, interrupteur sur des étages différents des escaliers, boîtes vides ou cachant les escaliers, etc.) qui demanderont au joueur de faire preuve de stratégie et d'anticipation.
Cursor*10 est cité dans l'ouvrages Les 1001 jeux vidéo auxquels il faut avoir joué dans sa vie. Il a connu une suite : Cursor*10: 2nd Session.

## Hoshi Saga
Hoshi Saga est une série de sept jeux au principe similaire. Chaque jeu propose une série de tableaux dans lesquels le joueur doit trouver une étoile. Pour ce faire, il doit expérimenter des actions à la souris (cliquer, glisser-déposer, etc.), ce qui lui permettra d'établir une méthode de révélation. La direction artistique est réalisée en nuances de gris.
Rock, Paper, Shotgun classe la série 16e dans son classement des 25 meilleurs jeux de réflexion de tous les temps. Canard PC décrit la saga comme faisant « partie des grands classiques du jeu occupationnel de l'école japonaise ».

## Autres jeux
Parmi les autres créations de Yoshio Ishii, on peut citer Parameters, un jeu minimaliste basé sur la mécanique de porte-monstre-trésor ; Sacrifice, inspiré de l'univers des jeux de rôle dans lequel le joueur doit sacrifier un personnage de son équipe à chaque tableau pour arriver jusqu'au bout de l'aventure ; RDBK, un casse-briques au rythme haletant compatible iOS et Android; Naraku, un jeu Flash qui se déroule autour "couper les désires terrestres du défunt et atteindre la bouddhéité"